# ويلفريد باليما
ويلفريد باليما (بالفرنسية: Wilfried Benjamin Balima)‏ (مواليد 20 مارس 1985) هو لاعب كرة قدم بوركيني. يلعب حاليًا لصالح نادي شريف تيراسبول في الدوري المولدوفي الوطني.

## إحصائيات

### الأهداف الدولية
| 1.                         | 9 أكتوبر 2010  | ملعب أديس أبابا، واغادوغو، بوركينا فاسو | غامبيا | 3–1 | فوز | تصفيات كأس الأمم الأفريقية 2012 |
| 2.                         | 17 نوفمبر 2010 | ملعب إيم بيرغيل، مانتيس، فرنسا          | غينيا  | 2–1 | فوز | مباراة ودية                     |
| محدث بتاريخ 19 نوفمبر 2010 |                |                                         |        |     |     |                                 |

## الألقاب
- الدوري المولدوفي الوطني: 2005–06، 2006–07، 2007–08، 2008–09، 2009–10، 2011–12، 2012–13، 2013–14
- كأس مولدوفيا: 2005–06، 2008–09، 2008–09، 2009–10
- كأس السوبر المولدوفي: 2005، 2007
- كأس اتحاد الدول المستقلة: 2009
- كأس السوبر البوركيني: 2004–05

## روابط خارجية
- ويلفريد باليما على موقع قاعدة بيانات كرة القدم.إي يو (الإنجليزية)
- ويلفريد باليما على موقع ناشيونال فوتبول تيمز (الإنجليزية)
- ويلفريد باليما على موقع Soccerway.com (الإنجليزية)
- ويلفريد باليما على موقع عالم كرة القدم.نت (الإنجليزية)
- ويلفريد باليما على موقع AS.com (الإسبانية)